# Amphibulus gracilis
Amphibulus gracilis là một loài tò vò trong họ Ichneumonidae.